# Sieltog
El Sieltog és un canal de desguàs d'uns quatre quilòmetres que forma la frontera oriental entre la ciutat de Norden i el veïnat d'Ostermarsch a la Frísia Oriental (Alemanya). Desguassa els pòlders a l'est de la ciutat. Neix a l'antic dic marítim «Olldiek» al nord i desemboca al Norder Tief al sud. S'hi troba la masia «Hof Sieltog» i al marge dret es van construir una sèrie d'aerogeneradors.

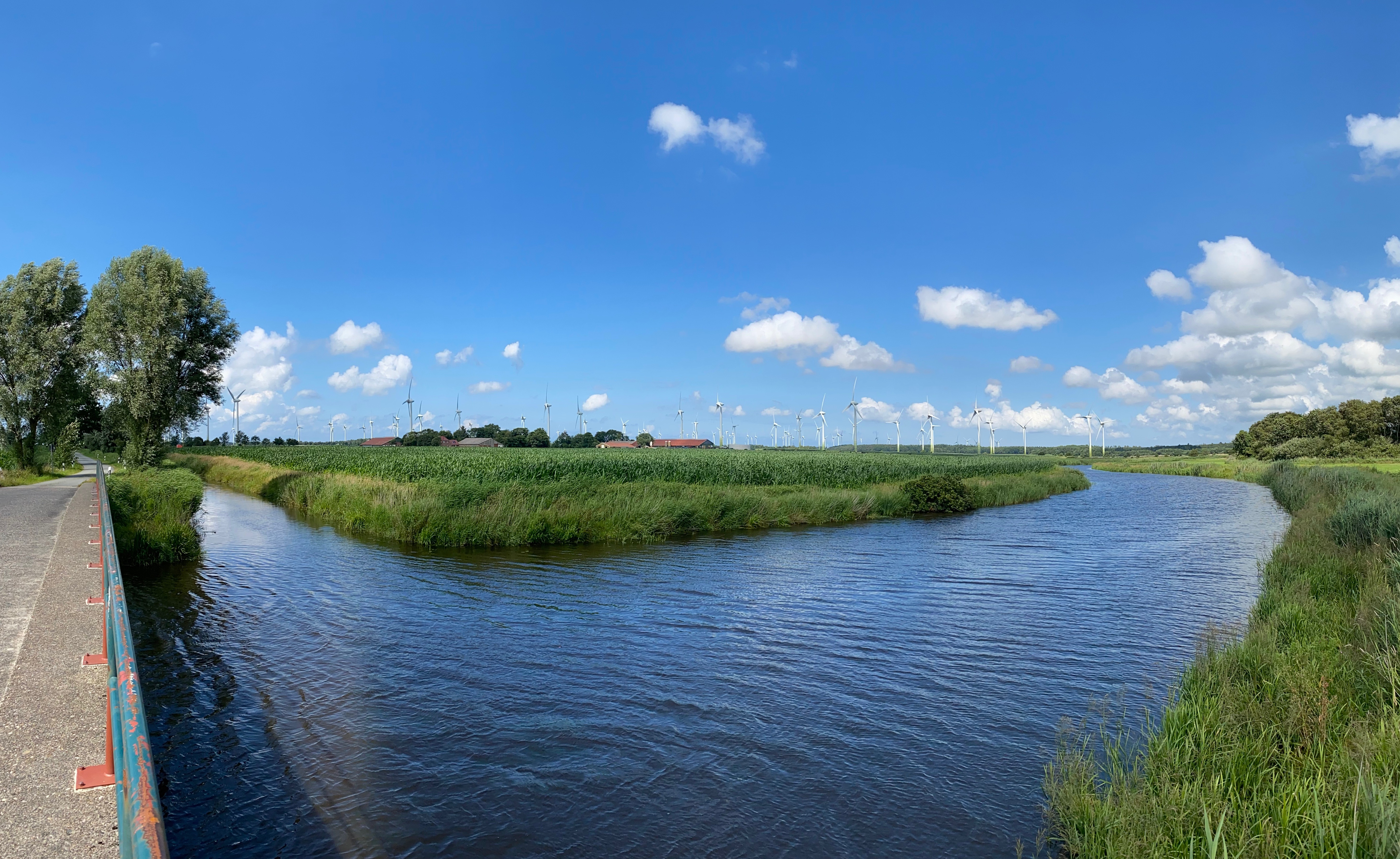
Aiguabarreig Sieltog (esquerra) amb el Norder Tief

El primer esment escrit «Sieltocht» o «Syhl Tocht» data del 1633. La primera paraula Siel significa resclosa de desguàs com que inicialment desguassava directament al mar de Wadden, un tog és una paraula en baix alemany per indicar una wetering principal.

## Afluents principals[2]
- Fischerschloot
- Breepotter Togschloot
- Judas
- Wischerschloot